# 3268 De Sanctis
3268 De Sanctis eller 1981 DD är en asteroid i huvudbältet som upptäcktes den 26 februari 1981 av den belgiske astronomen Henri Debehogne och den italienska astronomen Giovanni de Sanctis vid La Silla-observatoriet. Den är uppkallad efter en av sina upptäckare, Giovanni de Sanctis.
Asteroiden har en diameter på ungefär 6 kilometer och den tillhör asteroidgruppen Vesta.